# 5 Pułk Artylerii Ciężkiej (II RP)

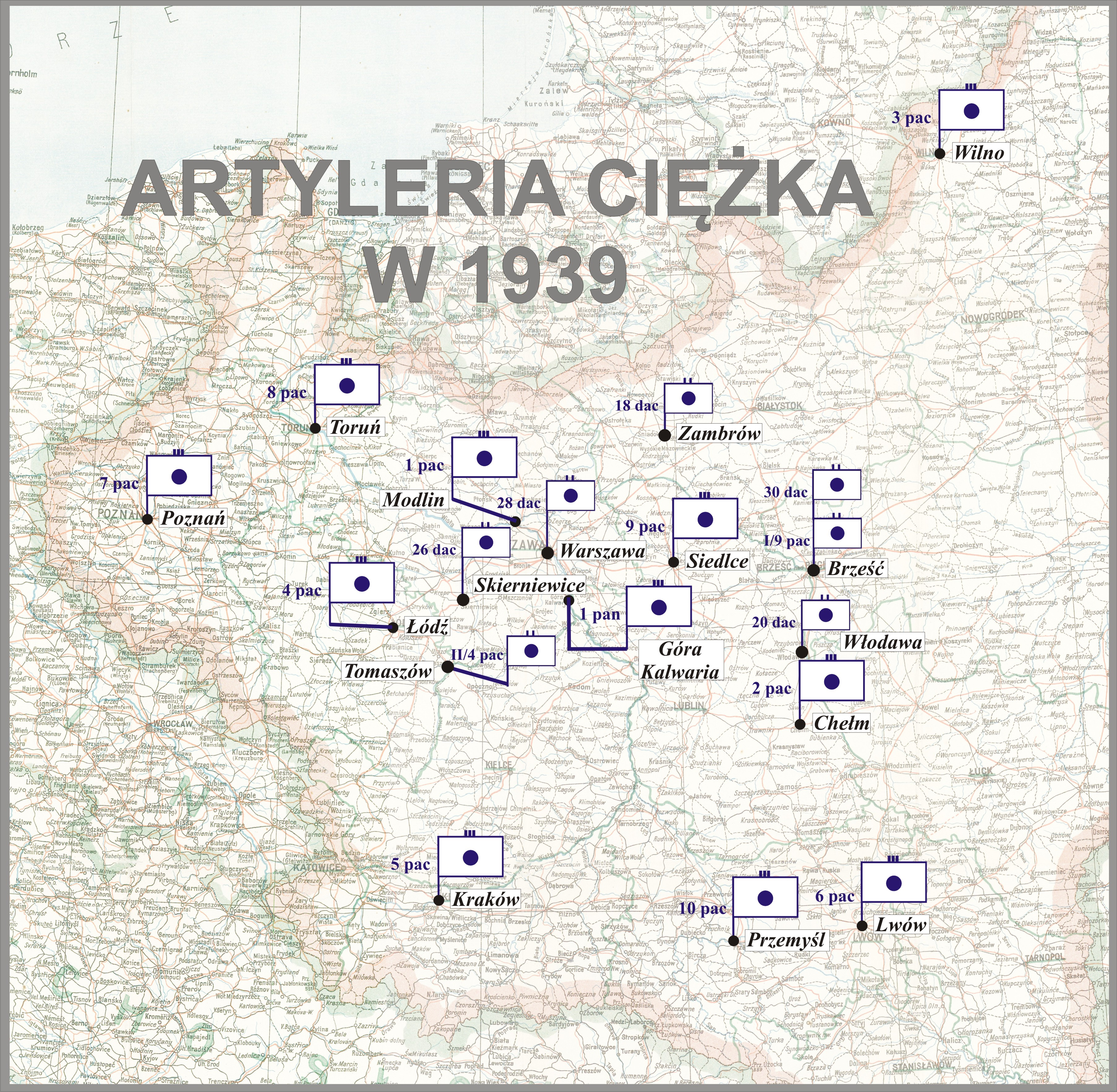
Artyleria ciężka w 1939 przed wybuchem II wojny światowej

5 pułk artylerii ciężkiej (5 pac) – oddział artylerii ciężkiej Wojska Polskiego w II Rzeczypospolitej.
Pułk sformowany został w 1921 w wyniku przemianowania wojennego 6 pułku artylerii ciężkiej i połączenia I dywizjonu 6 pac z 21 dywizjonem artylerii ciężkiej. Do 1939 jednostka stacjonowała w garnizonie Kraków, w koszarach im. gen. Bema (Okręg Korpusu Nr V).

## Formowanie pułku
Po zakończeniu działań wojennych I dywizjon 6 pułku artylerii ciężkiej przemaszerował do Złoczowa, a 21 grudnia 1920 został załadowany do eszelonu, przewieziony do Krakowa i zakwaterowany w koszarach im. gen. Józefa Bema przy ul. Rakowickiej. 7 maja 1921, rozkazem MSWojsk. L.16167/21.art., zlikwidowano „wojenny” 6 pułk artylerii ciężkiej tworząc w jego miejsce „pokojowy” 5 pułk artylerii ciężkiej z dowódcą ppłk. Józefem Ulrychem. Początkowo nowa jednostka składała się z jednego dywizjonu – byłego I/6 pac.
W grudniu 1920 II dywizjon 1 pułku artylerii ciężkiej został przemianowany na 21 dywizjon artylerii ciężkiej. Dwa tygodnie później oddział odjechał do Niepołomic, do miejsca pobytu kadry baterii zapasowej. W listopadzie 1921 roku, 21 dywizjon artylerii ciężkiej został przemianowany na II dywizjon 5 pułku artylerii ciężkiej i przegrupowany do koszar im. gen. Józefa Bema w Krakowie.
Za udział w walkach część żołnierzy „wojennych” dywizjonów, które w 1921 utworzyły 5 pułk artylerii ciężkiej, została wyróżniona między innymi Krzyżem Walecznych:
| Żołnierze pułku odznaczeni Krzyżem Walecznych | Żołnierze pułku odznaczeni Krzyżem Walecznych | Żołnierze pułku odznaczeni Krzyżem Walecznych |
| --- | --- | --- |
| pchor. Władysław Bakowski kan. Paweł Bobeł kpt. Joachim Boruta ogn. Stanisław Buchała bomb. Piotr Byrski kan. Józef Drejko ogn. Leon Dudek ogn. Maurycy Feil plut. Karol Frankowski ogn. Paweł Herman | ogn. Władysław Idzik por. Władysław Josse por. Zdzisław Łęcki kpt. Jan Kiss por. Adolf Kleinberger plut. Antoni Klem kpt. Henryk Kwarciński kpt. Leonard Madej kpr. Franciszek Matysiak ogn. Antoni Miliński | plut. Piotr Miśkiewicz ogn. Karol Nycz por. Feliks Olszewski ppłk Rudolf Patoczka kpt. Józef Pellar Kazimierz Płaczek kpt. Zdenko Prajsler plut. Jan Stachara por. Włodzimierz Stępiński kpt. Ludwik Tobolewicz |

## 5 pac w Krakowie

### Zakwaterowanie

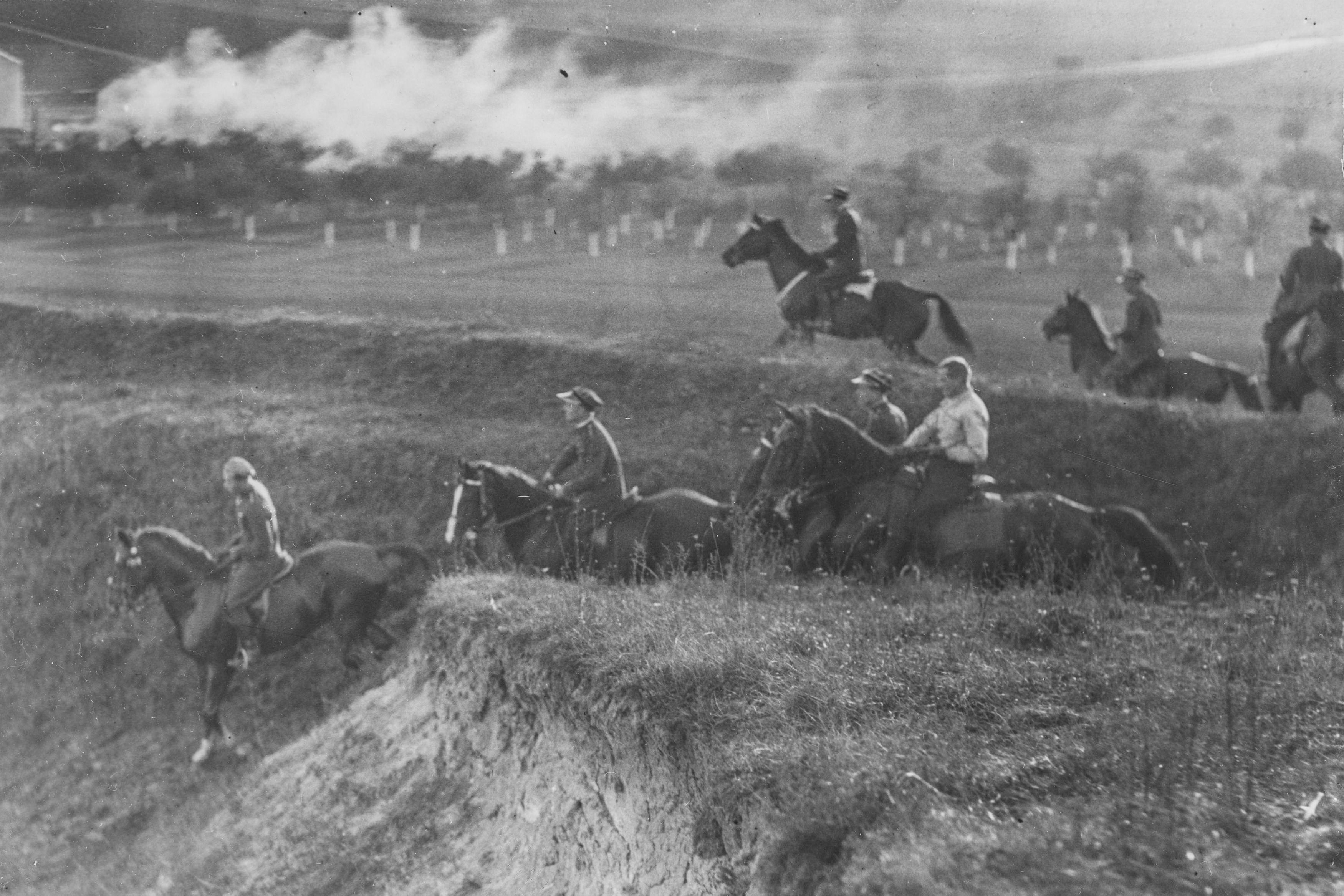
Bieg myśliwski św. Huberta w 5 Pułku Artylerii Ciężkiej w Krakowie; listopad 1934

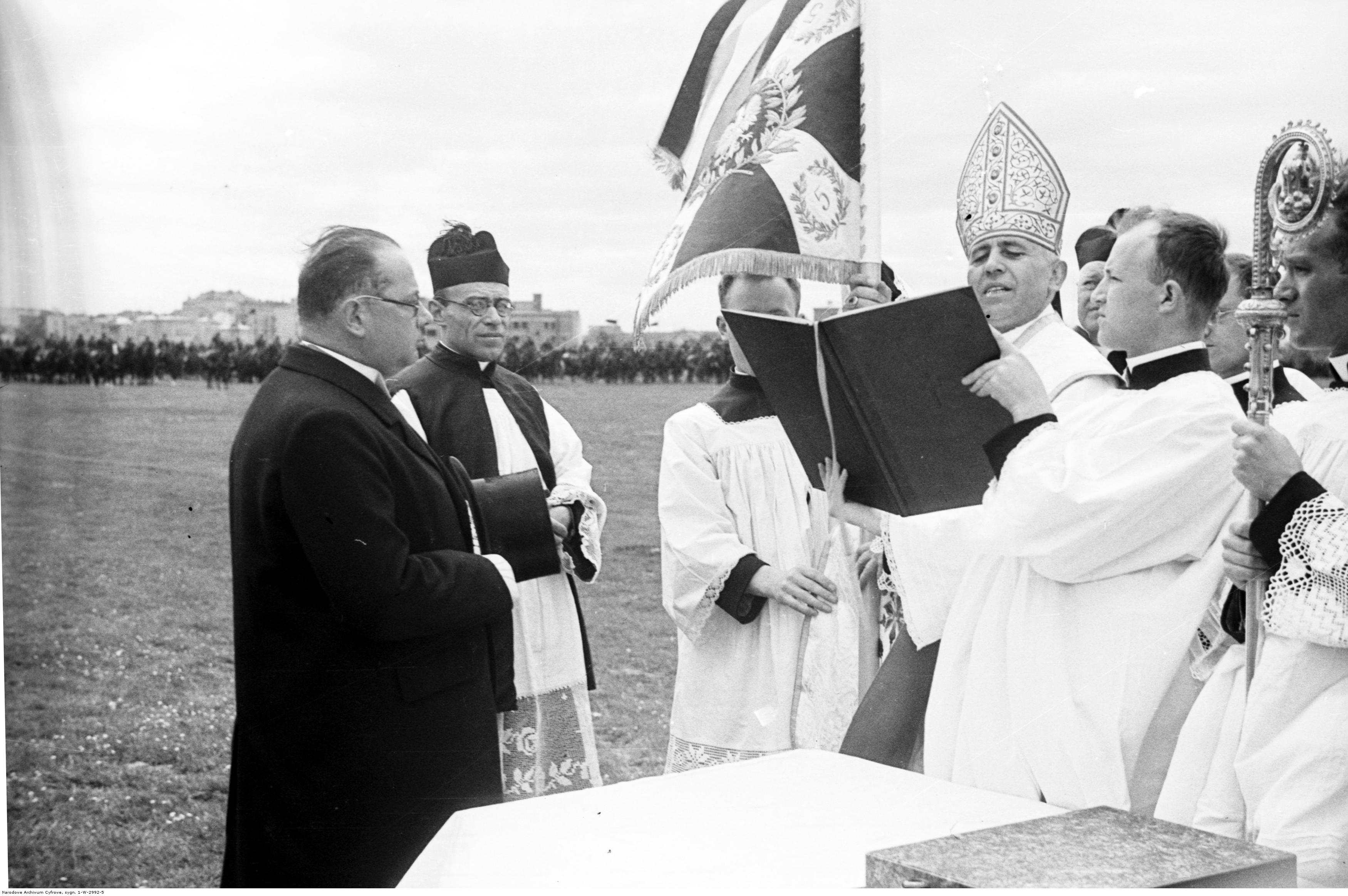
Wręczenie sztandarów pułkom artylerii na Krakowskich Błoniach – bp polowy WP Józef Gawlina święci sztandary.

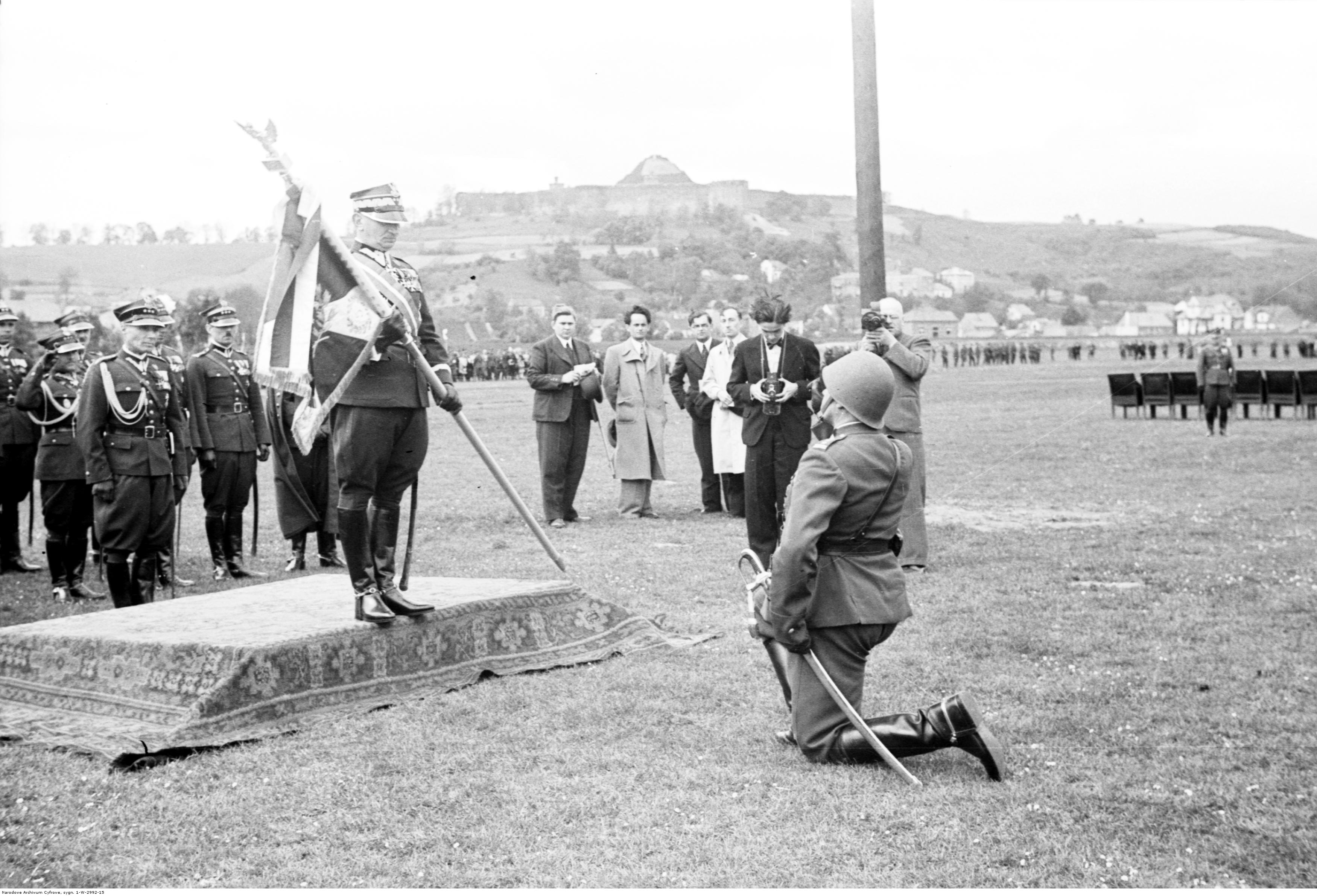
Wręczenie sztandarów pułkom artylerii na Krakowskich Błoniach 29 maja 1938 – d-ca 5 pac składa przysięgę na sztandar

Do 1939 jednostka stacjonowała w garnizonie Kraków, w koszarach im. gen. Bema (Okręg Korpusu Nr V).
W pierwszym okresie pułk borykał się z dużymi trudnościami w zakresie zakwaterowania wojska i rozmieszczenia sprzętu. Koszarowce były mocno zdewastowane, a ich wyposażenie częściowo rozkradzione i zniszczone. Niesprawna była instalacja wodno-kanalizacyjna, a ogrodzenie koszarowe fragmentami rozebrane przez ludność cywilną i przeznaczone na opał. Prace remontowe utrudniał fakt odejścia „do cywila” szeregu dobrych fachowców. Aby zarobić pieniądze na potrzebne materiały, wynajmowano miastu wozy pułkowe wraz z woźnicami. Niewielkie kredyty przydzielane przez Ministerstwo Spraw Wojskowych umożliwiły uruchomienie w 1926 kasyna oficerskiego.
Inspekcja przeprowadzona przez gen. dyw. Leonarda Skierskiego w lutym 1927 stwierdziła, że miejsca dla ludzi, koni i sprzętu jest w koszarach dosyć. Przeładowane były magazyny mobilizacyjne pułku, a część powierzchni magazynowej zajmowała 5 Okręgowa Składnica Artylerii. Oświetlenie koszar było gazowe lub naftowe. Przewodniczący komisji postulował jak najszybsze zastosowanie elektryczności, co miało obniżyć koszty eksploatacyjne i poprawić stan oświetlenia pomieszczeń. W koszarach pozostały jeszcze z czasów austriackich wadliwie wykonane piece. W  izbach żołnierskich było wilgotno i zimno. W fatalnym stanie były kuchnie i gen. Skierski postulował ich natychmiastową przebudowę. Dobrą ocenę otrzymały pułkowe stajnie. Inspekcjonujący zwrócili jednak uwagę, że były one za ciepłe, co niepotrzebnie wydelikatnia konie. Także działownie otrzymały dobrą ocenę. Ze względu na obszerny plac koszarowy, warunki do szkolenia ogólnowojskowego uznano jako dobre. Brak jednak było w pobliżu dogodnych terenów do ćwiczeń artyleryjskich. W maju 1929 na terenie koszar otwarto strzelnicę, a w latach 30. zelektryfikowano koszary.

### Kultura i oświata w pułku
Sam fakt stacjonowania w Krakowie znacząco wpływał na poziom i różnorodność życia kulturalnego. Od 1923 szeregowi dysponowali świetlicą oraz biblioteką żołnierską. Oddzielną bibliotekę posiadała też kadra zawodowa. Funkcjonował Dom Żołnierza, który kilka razy w miesiącu organizował różne imprezy. Latem systematycznie organizowano kąpiele w Wiśle, a szeregowi odbywali obowiązkową naukę pływania. Od 1922 do listopada 1931 działała w pułku orkiestra. Po jej likwidacji utworzono „zespół trębaczy pułkowych", a namiastką orkiestry stał się też „Zespół muzyczny 5 pac". Uczestniczył on w imprezach pułkowych i dawał koncerty w Domu Żołnierza. Inną muzyczną formą rozrywki był chór żołnierski, którego próby odbywały się w kasynie podoficerskim. Śpiewał on między innymi w kościołach: Bernardynów, Pijarów, Karmelitów, Świętej Agnieszki i Świętej Katarzyny. Dużą popularnością wśród szeregowych cieszyły się filmy. Ponieważ wojsko miało zniżkowe bilety, często w niedzielę organizowano grupowe wyjścia - najczęściej do kina „Wanda". Kilka razy do roku organizowano w nim specjalne darmowe pokazy dla szeregowych. Od połowy lat 30. pułk posiadał własny aparat projekcyjny. Wykorzystywano go do wyświetlania filmów oświatowych. W 1930 został opublikowany „Zarys historji wojennej pułku”. Autorem szkicu był kapitan Stefan Herzog.

### Sport w pułku
Życie sportowe kadry garnizonu koncentrowało się w WKS „Kraków", a szeregowi wykazywali się swoimi umiejętnościami przede wszystkim w pułkowych zawodach sportowych. W 1928 korpus podoficerski ufundował nagrodę „puchar przechodni im. Rudolfa Patoczki” dla najlepszej baterii w pułku. W końcu 1932 aż 28 podoficerów zawodowych posiadało Państwową Odznakę Sportową, w tym trzech srebrną i jeden złotą. W tym samym okresie 13 podoficerów było posiadaczami odznaki strzeleckiej III klasy. Liczne nagrody i dyplomy zdobyli żołnierze pułku w zawodach konnych.

### Szkolenie w pułku
Od 1929 pułk pod względem fachowego wyszkolenia podlegał dowódcy 5 Grupy Artylerii. Oficerowie wiedzę fachową zdobywali na kursach i ćwiczeniach aplikacyjnych oraz poprzez samokształcenie. Kadra podoficerska uczęszczała na garnizonowe kursy z zakresu szkoły powszechnej, na kursy gimnazjalne odbywające się w III Gimnazjum Państwowym im. króla Jana Sobieskiego, na kursy handlowe. Ponadto w okresie zimowym całość kadry podoficerskiej uczęszczała przymusowo na specjalny kurs podoficerski. Na kursie tym, obok wiedzy czysto fachowej, wykładane były przedmioty z zakresu wiedzy o Polsce. Tego typu działania spowodowały, że wśród jednostek artylerii ciężkiej 5 pac należał w drugiej połowie lat 30. do najlepiej wyszkolonych. W latach 1936–1937 inspekcje w pułku przeprowadził gen. dyw. Leon Berbecki. Pod względem taktycznym kadrę oficerską oceniono na dobrze, a podoficerów na bardzo dobrze. Pod względem przygotowania pułku do walki w natarciu, prowadzenia rozpoznania, organizacji ubezpieczenia, obrony przeciwlotniczej i współdziałania w ramach wyższych związków taktycznych, pułk otrzymał ocenę dobrą. W działaniach obronnych otrzymał ocenę bardzo dobrą. Również w pozostałych działach szkoleniowych pułk otrzymał oceny dobre i bardzo dobre.

### Święto pułkowe i uroczystości państwowe
19 maja 1927 minister spraw wojskowych marszałek Polski Józef Piłsudski ustalił i zatwierdził dzień 15 sierpnia jako datę święta pułkowego. Pułk obchodził swoje święto w rocznicę bitwy warszawskiej, w której walczyły oba dywizjony. Po raz pierwszy wielka uroczystość związana ze świętem pułkowym odbyła się w 10-lecie istnienia pułku. Uroczystości rozpoczęły się 1 sierpnia 1931 o 10.00 mszą żałobna w kościele Karmelitów przy ul. Rakowickiej z udziałem wszystkich żołnierzy. Po południu odbyły się zawody sportowe, a wieczorem uroczysty capstrzyk. Następnego dnia, po mszy świętej, nastąpiło odsłonięcie pomnika marszałka Józefa Piłsudskiego. Po defiladzie i obiedzie żołnierskim odbyły się zawody konne. Równie uroczyście obchodził pułk swoje święto jeszcze tylko dwa razy, w 1936. i w 1938, kiedy to po raz pierwszy 5 pac wystąpił ze swoim sztandarem.
Jako, że 15 sierpnia pułk przebywał zazwyczaj na „szkole ognia” i uniemożliwiało to nadanie temu świętu specjalnej oprawy, uroczystości zazwyczaj przenoszone były na 4 grudnia – dzień św. Barbary. W dniu tym pułk otrzymywał szereg depesz gratulacyjnych od wielu dostojników państwowych i wojskowych. O dacie tej nie zapominał nigdy marszałek Józef Piłsudski, przesyłając pułkowi życzenia.

### Zmiany etatowe w pułku
W 1923 w skład pułku wchodziło: dowództwo, trzy dywizjony artylerii ciężkiej po trzy baterie, kadra oddziału łączności i kadra baterii zapasowej.
W 1925 dotychczasową 6 baterię przemianowano na 8 baterię i przystąpiono do formowania dowództwa III dywizjonu i 7 baterii. W skład pułku weszła także 5 samodzielna bateria przeciwlotnicza, uzbrojona w 2 armaty rosyjskie kal. 76,2 mm wz. 02. Stacjonowała ona w barakach przy ul. Prandoty, a konie i działa trzymała w koszarach barakowych im. Głowackiego. W strukturze pułku zorganizowano na prawach dywizjonu detaszowanego 5 kompanię artylerii pieszej. W 1926 5 samodzielna bateria przeciwlotnicza została przemianowana na 5 samodzielny dywizjon artylerii przeciwlotniczej. Jednocześnie zlikwidowana została 5 kompania artylerii pieszej. Wiosną 1931 5 samodzielny dywizjon artylerii przeciwlotniczej wyszedł ze struktur 5 pac. W 1938 jedna bateria armat kal. 105 mm stała się zalążkiem nowo tworzonego 17 dywizjonu artylerii ciężkiej. Ostatecznie w 1939, 5 pac składał się z: drużyny dowódcy, plutonu łączności, kwatermistrzostwa, dowództw trzech dywizjonów po 2 baterie, z których 1., 2., 4. i 5. wyposażone były w 155 mm haubice wz. 17, a 7. i 8. w 105 mm armaty wz. 29.
| Obsada personalna i struktura organizacyjna w marcu 1939 | Obsada personalna i struktura organizacyjna w marcu 1939 |
| Stanowisko                                               | Stopień, imię i nazwisko                                 |
| -------------------------------------------------------- | -------------------------------------------------------- |
| dowódca pułku                                            | płk Eugeniusz Luśniak                                    |
| I zastępca dowódcy                                       | ppłk dypl. Wiktor Czopp                                  |
| adiutant                                                 | kpt. Antoni Goździelski                                  |
| naczelny lekarz medycyny                                 | kpt. dr Jan Sojka                                        |
| lekarz weterynarii                                       | mjr Franciszek Wygrzywalski                              |
| oficer zwiadowczy                                        | wakat                                                    |
| II zastępca dowódcy (kwatermistrz)                       | mjr Stanisław Szancer (do 24 VIII dowódca 95 dac)        |
| oficer mobilizacyjny                                     | kpt. Julian Blok                                         |
| zastępca oficera mobilizacyjnego                         | por. Ludwik Salwik                                       |
| oficer administracyjno-materiałowy                       | kpt. Henryk Czesław Czernik                              |
| oficer gospodarczy                                       | kpt. int. Feliks Marian Goslar                           |
| oficer żywnościowy                                       | por. Antoni Jan Stypuła                                  |
| dowódca plutonu łączności                                | por. Franciszek Hrzebiczek                               |
| oficer plutonu                                           | por. Zygmunt Wośko                                       |
| dowódca szkoły podoficerskiej                            | mjr Franciszek Szalek                                    |
| dowódca I plutonu                                        | por. Władysław Burdyłło                                  |
| dowódca II plutonu                                       | ppor. Jan Bukowski                                       |
| dowódca III plutonu                                      | ppor. Antoni Adam Malczewski                             |
| dowódca IV plutonu                                       | por. Andrzej Uziembło                                    |
| dowódca I dywizjonu                                      | mjr Edward Rykiert                                       |
| dowódca 1 baterii                                        | kpt. Władysław Szymianis                                 |
| dowódca plutonu                                          | ppor. Wiesław Poczman                                    |
| dowódca 2 baterii                                        | por. Jan Kordas                                          |
| dowódca plutonu                                          | ppor. Marcin Piaskowy                                    |
| dowódca II dywizjonu                                     | mjr Alfred Prager                                        |
| dowódca 4 baterii                                        | por. Bogusław Sira                                       |
| dowódca 5 baterii                                        | kpt. Władysław Biedrzycki                                |
| dowódca plutonu                                          | ppor. Marian Jan Gmiterek                                |
| dowódca III dywizjonu                                    | mjr Antoni Tomasz Świerży                                |
| dowódca 7 baterii                                        | kpt. Mateusz Edmund Zajewski                             |
| dowódca plutonu                                          | ppor. Zdzisław Dołęga-Jasiński                           |
| dowódca 8 baterii                                        | kpt. Piotr Skurski                                       |
| dowódca plutonu                                          | ppor. Władysław Czermak                                  |

## Mobilizacja
Pułk był jednostką mobilizującą. Formował jedno dowództwo pułku, trzy dywizjony artylerii ciężkiej typu II dla wielkich jednostek piechoty stacjonujących na terenie OK Nr V i dwa dywizjony artylerii ciężkiej typu I dla Odwodu Naczelnego Wodza, a także dwa szpitale weterynaryjne i dwa pododdziały zapasowe.
W dniach 24–26 sierpnia 1939, w mobilizacji alarmowej, w grupie jednostek oznaczonych kolorem żółtym, pułk sformował:
- 6 dywizjon artylerii ciężkiej dla 6 Dywizji Piechoty w czasie od A+28 do A+38
- pluton taborowy nr 6 dla 6 DP
- 21 dywizjon artylerii ciężkiej dla 21 Dywizji Piechoty Górskiej w czasie od A+42 do A+54
- pluton taborowy nr 21 dla 21 DPG
- 23 dywizjon artylerii ciężkiej dla 23 Dywizji Piechoty w czasie od A+58 do A+68
- pluton taborowy nr 23 dla 23 DP
- 95 dywizjon artylerii ciężkiej dla Grupy Operacyjnej „Śląsk" w czasie do A+72

31 sierpnia 1939 rozpoczęta została organizacja jednostek I rzutu mobilizacji powszechnej:
- dowództwo 5 pułku artylerii ciężkiej dla Armii „Kraków” w czasie do 5 września
- II dywizjonu 5 pułku artylerii ciężkiej dla Armii „Kraków”[b] w czasie do 5 września

4 września 1939 zarządzona została mobilizacja powszechna dla jednostek II rzutu:
- krajowy szpital weterynaryjny typ II nr 51 dla dowódcy OK Nr V
- polowy szpital weterynaryjny nr 51 dla Armii „Kraków"
- pluton marszowy artylerii ciężkiej typ I nr 5 dla dowódcy OK Nr V
- Ośrodek Zapasowy Artylerii Ciężkiej nr 3 dla dowódcy OK Nr V[22]

## 5 pac w kampanii wrześniowej

### Mobilizacja powszechna
5 pułk artylerii ciężkiej rozpoczął formowanie swojego składu wojennego w ramach I rzutu mobilizacji powszechnej, w dniu 31 sierpnia 1939. Mobilizował dowództwo pułku i II dywizjon haubic. I dywizjon armat dla 5 pac mobilizował również w ramach I rzutu mobilizacji powszechnej, w czasie do 5 września 10 pułk artylerii ciężkiej w Przemyślu; nie dołączył on do pułku. 31 sierpnia zawiązki II dywizjonu udały się do Dziekanowic i Batowic w pobliżu Krakowa i tam przystąpiły do mobilizacji ludzi, koni i pobierania broni i sprzętu. Znacznym utrudnieniem dla czynności mobilizacyjnych była bliskość Krakowa, który był obiektem licznych nalotów lotnictwa niemieckiego. Napływ rezerwistów i formowanie dywizjonu odbyło się sprawnie. Trudności wystąpiły z poborem i jakością wozów, odpowiednich koni, uprzężą. Zabrakło broni strzeleckiej, każda bateria otrzymała tylko po 52 pistolety i karabinki. II/5 pac nie otrzymał też żadnych radiostacji. Z uwagi na przyspieszenie terminu zakończenia mobilizacji z 5 na 3 września 1939 r. do pułku nie dotarło kilku oficerów i nie objęło swoich funkcji oraz nie pobrano przewidzianych planem 4 jednostek ognia ze składnicy w Kłaju, lecz II dywizjon wyszedł w pole z tylko jedną jednostką ognia. I dywizjon armat był mobilizowany w koszarach 10 pac w Pikulicach koło Przemyśla i we wsi Humanowice. Komisja Poboru Koni pracowała w Miejscu Piastowym koło Krosna od 28 sierpnia. 1 września dostarczyła bardzo dobre konie przydatne w artylerii ciężkiej, stawiennictwo rezerwistów było terminowe. Wyposażenie dywizjon otrzymał zgodnie z etatem. Uzbrojenie artyleryjskie dywizjonu to 12 armat kalibru 105 mm. I dywizjon miał zgodnie z planem wejść w skład 5 pułku artylerii ciężkiej jako oddział dyspozycyjny Armii „Kraków”.  

### Działania bojowe

#### II dywizjon 5 pac i dowództwo 5 pac

##### Walki odwrotowe
Na rozkaz dowódcy artylerii Armii „Kraków” płk. Leona Bogusławskiego, z uwagi na ewakuację Krakowa, 5 pułk opuścił Kraków w godzinach nocnych 3/4 września. Pułk odmaszerował przez Mogiłę do Wieliczki, został podporządkowany dowódcy Grupy Operacyjnej "Bielsko", później nazywanej GO "Boruta". Na jej rozkaz wykonano dalszy marsz w kierunku Gdowa, celem wsparcia 10 Brygady Kawalerii płk. dypl. Stanisława Maczka, lecz gdy ustalono, że pułk nie zdąży wziąć udziału w akcji, wycofano go do Grodkowic. 5 pac siłami II dywizjonu zajął stanowiska ogniowe z kierunkiem ostrzału na południowy zachód. Po godz.11.00 5 września, nie prowadząc ostrzału, wycofano 5 pac przez Kłaj, Bochnię do Krzeczanowa. W trakcie marszu nocą 5/6 września podporządkowano pułk dowódcy artylerii dywizyjnej 21 Dywizji Piechoty Górskiej płk. Konstantemu Ważyńskiemu i skierowano do lasów na zachód od Dunajca przez Dąbrówkę. 4 bateria haubic zajęła stanowiska ogniowe o zmroku 6 września, lecz następnymi rozkazami dowództwa GO "Boruta" 5 pac skierowano do Mielca, który osiągnięto 7 września. 8 września 5 pac podporządkowano dowódcy artylerii dywizyjnej 6 Dywizji Piechoty płk. Franciszkowi Szechińskiemu, który nakazał marsz przez Kolbuszową do Ulanowa. Maszerujący w rejonie Kolbuszowej 5 pac (bez I dywizjonu) napadnięty został przez niemiecki podjazd pancerno-motorowy; ogniem na wprost z szosy odparto niemiecki atak tracąc jeden działon 6 baterii oraz ok. 20 kanonierów i 10 koni. Pułk pomaszerował przez Majdan, Bojanów do Ulanowa, w trakcie marszu dołączyły do 5 pac pozostałości 6 dac, 11 września dowództwo 4 baterii przejął kpt. Jerzy Pasternakiewicz z 6 dac, a 5 baterii kpt. Władysław Szymanis.
12 września po osiągnięciu Ulanowa pułk wieczorem podjął dalszy marsz do Janowa Lubelskiego, skąd rozkazem gen. bryg. M. Boruty-Spiechowicza skierowany został do 6 DP przez Frampol, Biłgoraj nad dolną Tanew do rejonu Soli. Z uwagi na pojawienie się niemieckich oddziałów pancerno-motorowych 14 września ubezpieczał wraz z 3 pułkiem strzelców podhalańskich przeprawy przez Tanew w rejonie Księżopola. Nocą 14/15 pomaszerował w rejon Majdana Starego i Nowego; II dywizjon zajął stanowiska ogniowe, a ppłk Czop objął dowództwo grupy artylerii przy 3 pspodh. W skład grupy oprócz II/5 pac, wszedł niepełny dywizjon II/21 pułku artylerii lekkiej. W trakcie zajmowania stanowisk II/5 pac został ostrzelany niecelnie przez artylerię niemiecką. Od godz. 9.00 15 września dywizjon, prowadząc silny ostrzał, udaremnił niemieckiej 8 DP próby forsowania Tanwi. 16 września ponownie ostrzeliwano pododdziały niemieckie prowadzące rozpoznanie obrony zgrupowania 3 pspodh. Pułk był atakowany przez lotnictwo niemieckie. Zbombardowane zostało stanowisko dowodzenia 5 pac, na którym poległo kilku żołnierzy i utracono kilka koni. Dwukrotnie była atakowana przez lotnictwo 4 bateria, gdzie zostało rannych 2 kanonierów, utracono 2 konie i wóz taborowy. Nocą 16/17 września 5 pac przemaszerował do rejonu Zwierzyńca; po zajęciu stanowisk ogniowych zwalczano niemiecką artylerię, 4 bateria kpt. Pasternakiewicza zniszczyła niemiecką baterię, której stanowiska wskazała własna kawaleria.

##### Udział w bitwie o Tomaszów Lubelski
17 września 5 pac podporządkowano dowódcy artylerii 23 Dywizji Piechoty płk. Janowi Kijowskiemu. Po zlikwidowaniu części taborów pułku, nocą 17/18 września przegrupowano 5 pac przez Malewszczyznę do rejonu Łuszczacza. Pułk zajął stanowiska ogniowe we wsi Zielone, osłaniając ogniem przemarsz 55 Dywizji Piechoty rez. atakowanej od strony Józefowa przez niemiecką 28 DP. 19 września od godzin południowych II/5 pac wspierał ogniem oddziały 23 DP atakujące Tomaszów Lubelski; ostrzał 11 haubic dywizjonu pozwolił opanować 73 pułkowi piechoty Rogoźno. Zwalczano też niemiecką artylerię oraz skutecznie zwalczano jej punkty obserwacyjne na wzgórzu Tarnawatka. W trakcie walk została też uszkodzona jedna z haubic 5 baterii. Wystrzelono podczas boju większość amunicji, pozostały tylko po 4 pociski na haubicę. II dywizjon nocą 19/20 września podjął marsz celem zmiany stanowisk, z których miał wesprzeć ostateczną próbę przebicia się przez linie niemieckie. O świcie 20 września 6 bateria osłoniła resztą amunicji odwrót piechoty po nieudanym nocnym natarciu na Tomaszów Lubelski. Gdy powzięto rozmowy kapitulacyjne, na rozkaz ppłk. Wiktora Czoppa baterie II dywizjonu wystrzeliły resztę posiadanej amunicji. Po otrzymaniu rozkazu o kapitulacji spalono akta, uszkodzono haubice, a żołnierze z bronią ręczną podjęli próbę wyjścia z okrążenia; udało się to tylko nielicznym, w tym grupie oficerów i kanonierów z ppłk. Czoppem.         

#### I dywizjon 5 pac
8 września całkiem zmobilizowany w pełnej gotowości bojowej przebywał w rejonie Przemyśla. Tego dnia zajął stanowiska przeciwpancerne we wsi Grochowce na południowy zachód od Przemyśla. 9 września do południa nadal przebywał na poprzednich stanowiskach. W godzinach południowych został przegrupowany na południowe obrzeża Przemyśla. Jednocześnie dowódca dywizjonu otrzymał informację, że ze względu na zniszczenie linii kolejowych nie zostanie przewieziony w skład 5 pac do składu  Armii „Kraków”. Rozkazem dowódcy artylerii Armii „Karpaty” I/5 pac został podporządkowany gen. bryg. Janowi Chmurowiczowi dowódcy obrony Przemyśla. Po południu dywizjon zajął stanowiska ogniowe w lesie Dubrowczyna, na południe od Siedlisk, na północnych obrzeżach Przemyśla z kierunkiem ostrzału na szosę z Radymna. 10 września o godz. 23.00 I/5 pac podjął marsz do Balic przez Siedliska, Jaksmanice, Popowice, Pleszowice, Nowosiółki do dyspozycji 38 Dywizji Piechoty rez. 11 września o świcie dotarł w rejon Husakowa. Po zmroku dywizjon przegrupował się do lasów na wschód od Medyki, osiągając ten rejon przed świtem 12 września. O świcie I dywizjon zajął stanowiska ogniowe w pobliżu wsi Balice z kierunkiem strzału na Husaków. Tego dnia okolice stanowisk ogniowych były atakowane przez niemieckie lotnictwo. 12 września ok. godz. 17.00 I/5 pac podjął marsz wraz z 38 DP rez. przez Lacką Wolę do rejonu Mościsk, następnie planowano marsz przez Sądową Wisznię do lasów Janowskich. Z uwagi na zator w lesie do świtu 13 września dywizjon dotarł do rejonu Mościsk. O godz. 6.00 13 września I/5 pac dotarł do szosy, na której zaledwie po jej osiągnięciu, został zaatakowany przez lotnictwo niemieckie, utracił kilka koni, innych strat nie poniósł. Ze względu na zagrożenie nalotami, dywizjon zatrzymał się na postój, 1 i 3 bateria w Lackiej Woli, 2 bateria w Mościskach. 13 września wieczorem na czele kolumny 38 DP dywizjon pomaszerował w kierunku Sądowej Wiszni. Ok. północy na Sądową Wisznię uderzyły II i III bataliony 98 pułku piechoty ze wsparciem I/5 pac. Obronę wsi stanowiły pododdziały pułku piechoty zmotoryzowanej SS „Germania”. Natarcie obu batalionów skutecznie wspierały armaty I dywizjonu, w wyniku tych działań wyparto oddziały niemieckie z miasta. 14 września ok. południa dywizjon zajął stanowiska ogniowe po obu stronach szosy Sądowa Wisznia-Mościska, z kierunkiem strzału na Mościska, w gotowości do odparcia ataku broni pancernej. Wkrótce dywizjon stoczył pojedynek ogniowy z niemiecką artylerią. W nocy 14/15 września dywizjon otrzymał rozkaz marszu, który podjął w kierunku lasów Janowskich przez Tuczapy i Nowosiółki, jednak z uwagi na zmianę rozkazów powrócił na poprzednie stanowiska o świcie 15 września.       
Zgodnie z rozkazem przebicia się 38 DP do lasów Janowskich, I/5 pac przydzielono do wsparcia natarcia 97 pułku piechoty. 97 pp miał nacierać przez Rodatycze, Hartfeld, Rzeczyczany, Kamienobród. O godz. 16.45 nastąpiło natarcie 97 pp (bez batalionu) na las rodatycki i wsie Rodatycze i Hartfeld. I dywizjon armat 5 pac ze stanowisk ogniowych w pobliżu dworu Dołhomościska z punktami obserwacyjnymi umieszczonymi do szosy na zachód od Rodatycz, skutecznie wspierał własną piechotę. Celny ostrzał zniszczył na wzgórzu za Rodatyczamy punkty obserwacyjne niemieckiej artylerii. Piechota zdobyła oba przedmioty natarcia, a kontrakcja niemieckiej artylerii nie była skuteczna. Rannych zostało tylko kilku kanonierów. Przeciwnikiem prowadzącym obronę, była jedna z grup bojowych niemieckiej 1 Dywizji Górskiej. W trakcie walki do niemieckiego wozu pancernego, ostrzeliwującego nacierającą piechotę, ogniem na wprost strzelała armata 1 baterii. Skuteczny ostrzał zmusił do odwrotu niemiecki pojazd pancerny. 3 bateria armat wsparła natarcie II batalionu 97 pp w kierunku Gródka Jagiellońskiego. Za prowadzonym energiczne natarciem nocnym 97 pp, nie nadążała artyleria i utraciła łączność. 16 września nie udało się nawiązać kontaktu z piechotą. O godz. 14.00 pod osłoną zwiadów dywizjonowego i bateryjnych oraz przyłączonych grupek piechoty podjęto marsz w kierunku Tuczap. Do osłony artyleryjskiej pozostawiono na poprzednich stanowiskach 1 baterię. W trakcie marszu kolumna została ostrzelana ogniem broni maszynowej, kierowany przez  obserwatora ostrzał 1 baterii stłumił źródła ostrzału. 1 bateria armat po wyczerpaniu amunicji dołączyła do sił głównych dywizjonu. 17 września w godzinach porannych w Tuczapach kolumna dywizjonu została ostrzelana przez artylerie niemiecką, kierowaną z samolotu obserwacyjnego. Ostrzał niemiecki spowodował rany kilku kanonierów, utratę wielu koni oraz uszkodzenie jednej armaty. Marsz I/5 pac został zatrzymany rozkazem dowódcy AD 38 DP rez., gdyż w Tuczapach miała się skoncentrować pozostała artyleria dywizyjna. O godz.10.00 Tuczapy zostały okrążone przez piechotę niemiecką. Ze względu, że dywizjon z braku siły pociągowej nie był w stanie dalej maszerować, dowódca dywizjonu nakazał uszkodzić i zniszczyć armaty, sprzęt optyczny i wyposażenie. O godz. 11.30 rozwiązał dywizjon, a żołnierze mieli się małymi grupami przedzierać poza okrążenie oddziałów niemieckiej 57 DP. Większość żołnierzy dostała się do niemieckiej niewoli. Podobny los spotkał część III dywizjonu 38 pułku artylerii lekkiej i resztki 50 dywizjonu artylerii lekkiej zebranych w rejonie Tuczap.

### Oddział Zbierania Nadwyżek 5 pac
Po zakończeniu formowania oddziałów i pododdziałów bojowych przystąpiono w II rzucie mobilizacji powszechnej do formowania krajowego szpitala weterynaryjnego nr 51, polowego szpitala weterynaryjnego nr 51 i plutonu marszowego artylerii ciężkiej typ I nr 5 oraz Ośrodka Zapasowego Artylerii Ciężkiej nr 3. Przyspieszenie mobilizacji jednostek II rzutu mobilizacji powszechnej dało możliwość chociaż częściowego utworzenia tych jednostek. Ponadto w koszarach 5 pac pozostała duża grupa żołnierzy bez przydziału, głównie rezerwistów, oraz wydzielona grupa oficerów i podoficerów zawodowych. Utworzyli oni Oddział Zbierania Nadwyżek 5 pac pod dowództwem ppłk. Ziemiańskiego. W jego skład weszli oficerowie: kpt. Julian Blok, kpt. Henryk Czernik, kpt. Piotr Skurski, por. Ludwik Salwik, por. Antoni Stypuła. Nadwyżki 5 pac, wraz nadwyżkami 7 pac, weszły w skład Ośrodka Zapasowego Artylerii Ciężkiej nr 3, którego dowództwo objął płk mgr Karol Myrek. OZN 5 pac wraz z nim dzielił dalsze losy wojenne.          
| Struktura organizacyjna i obsada personalna we wrześniu 1939           | Struktura organizacyjna i obsada personalna we wrześniu 1939 |
| Dowództwo                                                              | Dowództwo                                                    |
| ---------------------------------------------------------------------- | ------------------------------------------------------------ |
| dowódca                                                                | ppłk dypl. art. Wiktor Czopp                                 |
| adiutant pułku                                                         | por. Bogusław Sira                                           |
| oficer zwiadowczy                                                      | ppor. rez. inż. Eugeniusz Pietrzak                           |
| oficer obserwacyjny                                                    | ppor. rez. Mielcarek                                         |
| oficer łączności                                                       | por. Franciszek Hrzebiczek                                   |
| zbrojmistrz pułku                                                      | chor. Jan Lewicki                                            |
| I dywizjon                                                             |                                                              |
| mobilizowany przez 10 pac – do 5 pułku artylerii ciężkiej nie dołączył |                                                              |
| dowódca I dywizjonu                                                    | mjr Czesław Leśnikowski                                      |
| adiutant dywizjonu                                                     | ppor. Andrzej Cieszewski                                     |
| oficer zwiadowczy                                                      | ppor. Ryszard Rudczyński                                     |
| oficer obserwacyjny                                                    | pchor. Michał Lang                                           |
| oficer łączności                                                       | ppor. Tadeusz Kossarek                                       |
| dowódca kolumny amunicyjnej                                            |                                                              |
| dowódca 1 baterii                                                      | por. Jan Dubaniowski                                         |
| oficer zwiadowczy                                                      |                                                              |
| oficer ogniowy                                                         |                                                              |
| dowódca 2 baterii                                                      | kpt. Stanisław Dutkiewicz                                    |
| oficer zwiadowczy                                                      |                                                              |
| oficer ogniowy                                                         | ppor. rez. Tadeusz Malawski                                  |
| dowódca 3 baterii                                                      | ppor. Marian Bartoszyn                                       |
| oficer zwiadowczy                                                      | plut. pchor. rez. Marian Grzebyk                             |
| oficer ogniowy                                                         | ppor. rez. Juliusz Bleinert                                  |
| II dywizjon                                                            |                                                              |
| dowódca II dywizjonu                                                   | mjr Alfred Prager                                            |
| adiutant dywizjonu                                                     | ppor. Stanisław Jasiński                                     |
| oficer zwiadowczy                                                      | ppor. rez. Józef Cyrankiewicz                                |
| dowódca kolumny amunicyjnej                                            |                                                              |
| dowódca 4 baterii                                                      | por. rez. Zdzisław Szlichciński (do 11 IX)                   |
| dowódca 4 baterii                                                      | kpt. Jerzy Pasternakiewicz                                   |
| oficer zwiadowczy                                                      | ppor. rez. Piotr Trzęsiński                                  |
| oficer ogniowy                                                         | ppor. rez. Waldemar Grzymek                                  |
| dowódca 5 baterii                                                      | por. rez. Aleksander Hyży (do 11 IX)                         |
| dowódca 5 baterii                                                      | kpt. Władysław Szymanis                                      |
| oficer zwiadowczy                                                      |                                                              |
| oficer ogniowy                                                         | ppor. rez. Bolesław Świętochowski                            |
| dowódca 6 baterii                                                      | por. rez. Stanisław Kusiak                                   |
| oficer zwiadowczy                                                      |                                                              |
| oficer ogniowy                                                         | ppor. rez. Zaremba                                           |

## Symbole pułkowe

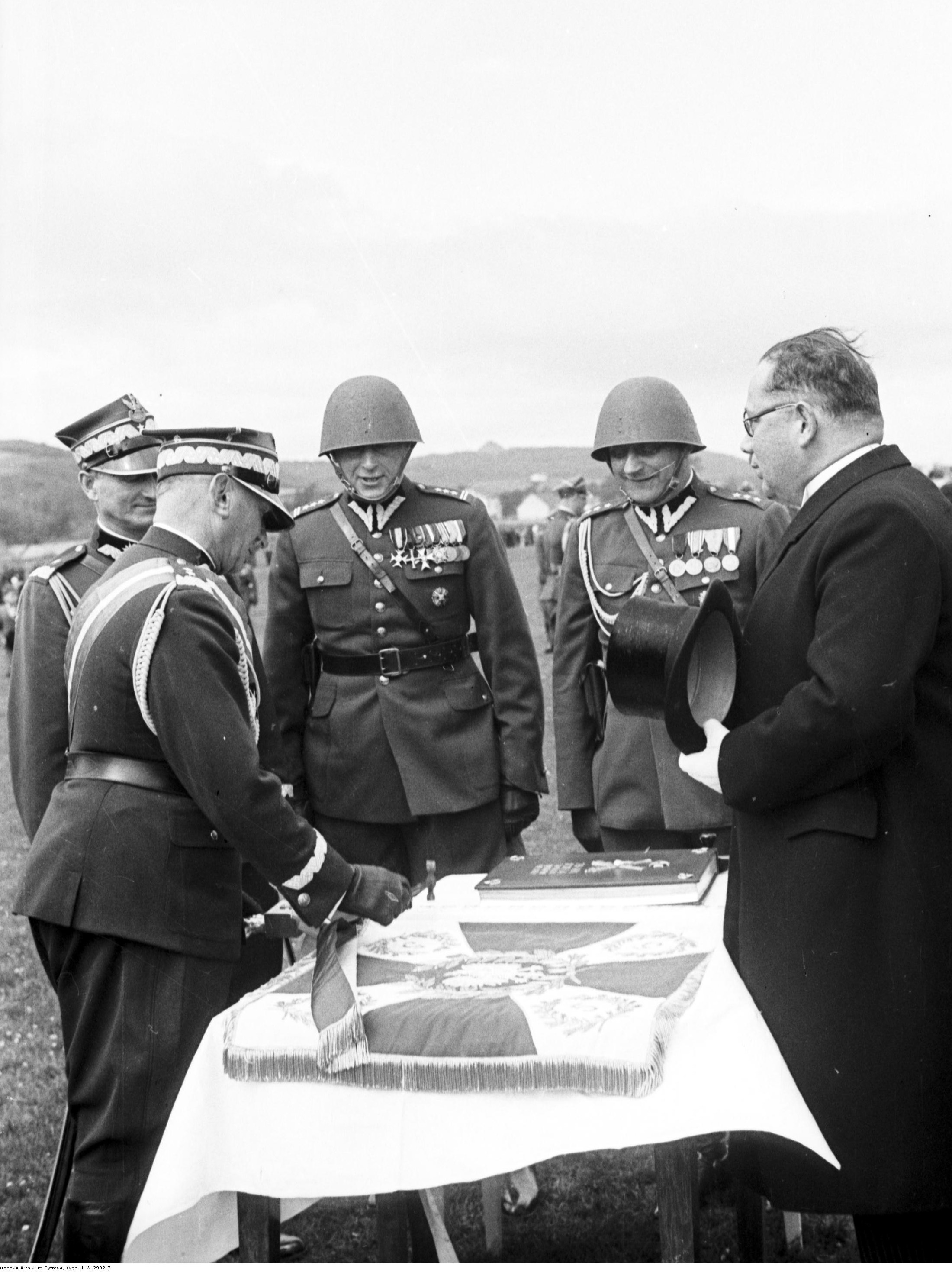
Wręczenie sztandarów pułkom artylerii na Krakowskich Błoniach 29 maja 1938 – gen. dyw. Juliusz Rómmel wbija pamiątkowy gwóźdź w drzewce sztandaru 5 pac.

### Sztandar
29 maja 1938 na Błoniach Krakowskich generał dywizji Juliusz Rómmel wręczył pułkowi sztandar.

Prawa strona sztandaru była wykonana według wzoru regulaminowego. W centrum znajdowało się godło państwowe – orzeł w koronie w wieńcu z liści laurowych, w czterech rogach numer pułku w takich samych wieńcach.

Na lewej stronie płatu sztandarowego, pośrodku krzyża kawaleryjskiego znajdował się wieniec taki sam jak po stronie prawej, a w wieńcu trzywierszowy napis „HONOR I OJCZYZNA”. W rogach sztandaru, w mniejszych wieńcach umieszczone były na tarczach: Matki Boskiej Częstochowskiej i świętej Barbary, patronki artylerii oraz Herb Krakowa i odznaka pamiątkowa pułku.

Na górnym ramieniu krzyża, napis haftowany złotą nicią, rozpisany w kolumnie, w dwóch wierszach „DYNEBURG 3 I 1919”. Na dolnym ramieniu krzyża, haftowany złotą nicią, rozpisany w kolumnie, w dwóch wierszach „KRAKÓW 31 X 1918”.
Sztandar ufundowało społeczeństwo Podkarpacia. Płat sztandaru przechowywany jest w Muzeum Wojska Polskiego w Warszawie, natomiast głowica i gwoździe w kolekcji prywatnej Michała Palacza ze Swarzędza.

### Odznaka pamiątkowa
9 stycznia 1931 roku kierownik Ministerstwa Spraw Wojskowych generał dywizji Daniel Konarzewski zatwierdził wzór i regulamin odznaki pamiątkowej 5 pułku artylerii ciężkiej. Odznaka o wymiarach 38x38 mm ma kształt krzyża Virtuti Militari, którego ramiona pokryte są szkarłatną emalią. Na górnym ramieniu krzyża orzeł wz. 1927 zwieńczony wieńcem z liści dębowych. Na środek krzyża nałożona tarcza emaliowana w kolorze czerwonym, na której wpisano numer i inicjały „5 PAC” przedzielone skrzyżowanymi lufami armatnimi. Na poziomych ramionach krzyża wpisano datę formowania 1 pułku artylerii wałowej „31 X 1918”. Trzyczęściowa, wykonana w srebrze, emaliowana. Na rewersie próby srebra i nazwisko wykonawcy.

## Żołnierze pułku

### Dowódcy i zastępcy dowódcy pułku
| Dowódcy pułku                                       | Dowódcy pułku          | Dowódcy pułku                      |
| Stopień, imię i nazwisko                            | Okres pełnienia służby | Kolejne stanowisko                 |
| --------------------------------------------------- | ---------------------- | ---------------------------------- |
| ppłk art. Józef Ulrych                              | 6 VI - XI 1921         |                                    |
| ppłk / płk art. Rudolf Patoczka                     | XI 1921 – III 1929     |                                    |
| płk art. Wincenty Cybulski                          | III 1929 – VI 1933     | dyspozycja dowódcy OK V            |
| ppłk art. Lucjan Jasiński                           | p.o. VI 1933 – V 1934  |                                    |
| płk art. dr Ludwik Ząbkowski                        | VI 1934 – 1935         | dowódca 10 GA                      |
| ppłk art. Eugeniusz Luśniak                         | 1935 – 24 VIII 1939    | dowódca ADj 55 DP                  |
| ppłk dypl. art. Wiktor Czopp                        | 24 VIII – IX 1939      |                                    |
| Zastępcy dowódcy pułku od 1938 – I zastępcy dowódcy |                        |                                    |
| ppłk art. Rudolf Patoczka                           | do XI 1921             | dowódca 5 pac                      |
| mjr / ppłk art. Józef Korycki                       | XII 1921 – I 1923      | komendant SMOA                     |
| ppłk art. Czesław Górkiewicz                        | od I 1923              |                                    |
| ppłk art. dr Ludwik Ząbkowski                       | 1927 – IV 1929         | komendant SPRArt                   |
| mjr art. Włodzimierz Lewgowd                        | IV 1929 – IX 1930      | rejonowy inspektor koni w Prużanie |
| ppłk art. Lucjan Jasiński                           | 1 XI 1930 – X 1934     | dowódca 2 pac                      |
| ppłk art. mgr Mikołaj Ordyczyński                   | X 1934 – 1938          | dowódca 8 pal                      |
| ppłk dypl. art. Wiktor Czopp                        | do 1939                | dowódca 5 pac                      |

### Żołnierze pułku – ofiary zbrodni katyńskiej
Biogramy ofiar zbrodni katyńskiej znajdują się między innymi w bazach udostępnionych przez Ministerstwo Kultury i Dziedzictwa Narodowego oraz Muzeum Katyńskie.
| Stopień, imię i nazwisko       | zawód               | miejsce pracy przed mobilizacją  | zamordowany |
| ------------------------------ | ------------------- | -------------------------------- | ----------- |
| por. rez. Józef Kucharski      |                     | dyr. ZUS w Krakowie              | Katyń       |
| por. rez. Czesław Czarnecki    | pełnomocnik bankowy |                                  | Katyń       |
| ppor. rez. Mieczysław Kmiecik  | mgr                 |                                  | Katyń       |
| ppor. rez. Stanisław Miszczak  | absolwent UJ        |                                  | Katyń       |
| por. rez. Stanisław Wierzejski |                     | Zakład Rodziny Kolejowej w Rabce | Katyń       |
| ppor. rez. Paweł Pelczar       | urzędnik            |                                  | Charków     |
| por. rez. Stanisław Wysocki    | prawnik, mgr        | Fabryka Związków w Mościcach     | Charków     |
| ppor. rez. Emilian Wyzina      | lekarz weterynarii  | praktyka w Krzeszowicach         | Charków     |
| ppor. rez. Bogusław Pater      | naczelnik wydziału  | Izba Skarbowa we Lwowie          | ULK         |